# Unguraș
Unguraș (Roemeens) of Bálványosváralja (Hongaars) is een gemeente in Cluj. Unguraș ligt in de regio Transsylvanië, in het westen van Roemenië.

## Bevolking
Volgens de census uit 2002 telde de gemeente toen 3.093 inwoners, van wie 1.850 (59,8%) Hongaren, 1.131 (36,6%) Roemenen en 109 (3,5%) Roma.
Volgens de volkstelling van 2011 telde de gemeente 2.777 inwoners waarvan 1.707 Hongaren (61,5%), 992 Roemenen (35,7%) en 41 Roma (1,48%). 
Hiermee is de tendens van de daling van het aandeel van de Hongaren omgezet in een groei in aandeel.
Steden met gemeentestatus: Cluj-Napoca · Turda · Câmpia Turzii · Dej · Gherla

Stad zonder gemeentestatus: Huedin

Gemeenten: Aghireșu · Aiton · Aluniș · Apahida · Așchileu Mare · Baciu · Băișoara · Beliș · Bobâlna · Bonțida · Borșa · Buza · Căianu · Călățele · Cămărașu · Căpușu Mare · Cășeiu · Cătina · Câțcău · Ceanu Mare · Chinteni · Chiuiești · Ciucea · Ciurila · Cojocna · Cornești · Cuzdrioara · Dăbâca · Feleacu · Fizeșu Gherlii · Florești · Frata · Gârbău · Geaca · Gilău · Iara · Iclod · Izvoru Crișului · Jichișu de Jos · Jucu · Luna · Măguri-Răcătău · Mănăstireni · Mărgău · Mărișel · Mica · Mihai Viteazu · Mintiu Gherlii · Mociu · Moldovenești · Negreni · Pălatca · Panticeu · Petreștii de Jos · Ploscoș · Poieni · Râșca · Recea-Cristur · Săcuieu · Săndulești · Săvădisla · Sânncraiu · Sânmartin · Sânpaul · Someșeni · Sic · Suatu · Tritenii de Jos · Tureni · Țaga · Unguraș · Vad · Valea Ierii · Viișoara · Vultureni